# Barney's Version (film)

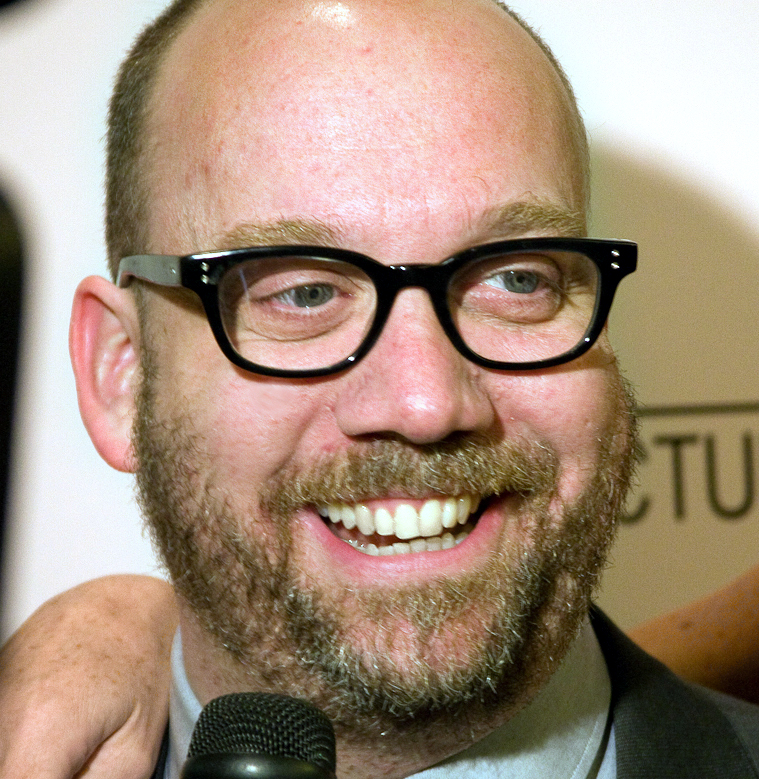
Hoofdrolspeler Paul Giamatti bij de New Yorkse première in januari 2011

Barney's Version is een Canadese film uit 2010. Het is de verfilming van het gelijknamige boek van Mordecai Richler uit 2010.

## Verhaal
Barney Panofsky woont in Rome wanneer zijn vrouw zelfmoord pleegt, hij besluit terug te verhuizen naar Montreal. Hij hertrouwt met een vrouw uit een rijke joodse familie, maar wordt op de bruiloft verliefd op Miriam, die hem afwijst. Nadat Barneys vriend Boogie met zijn vrouw vreemd is gegaan krijgen de vrienden ruzie en er vindt een in alcohol doordrenkte schietpartij plaats; er wordt geen lichaam gevonden en Barney wordt niet vervolgd. Hij scheidt van zijn vrouw en trouwt met Miriam en krijgt twee kinderen met haar. Als Miriam op reis is gaat Barney vreemd en Miriam hertrouwt met haar vriend Blair.

## Rolverdeling
| Acteur           | Personage              | Opmerkingen             |
| ---------------- | ---------------------- | ----------------------- |
| Paul Giamatti    | Barney Panofsky        | titelpersonage          |
| Dustin Hoffman   | Israel 'Izzy' Panofsky | vader van Barney        |
| Rosamund Pike    | Miriam Grant           | derde vrouw van Barney  |
| Minnie Driver    | naamloos               | tweede vrouw van Barney |
| Rachelle Lefevre | Clara Charnofsky       | eerste vrouw van Barney |
| Anna Hopkins     | Kate Panofsky          | dochter van Barney      |
| Jake Hoffman     | Michael Panofsky       | zoon van Barney         |
| Bruce Greenwood  | Blair                  | nieuwe man van Miriam   |

Een aantal bekende Canadese filmregisseurs, te weten Atom Egoyan, David Cronenberg, Paul Gross, Denys Arcand en Ted Kotcheff, hebben een kleine cameo.

## Ontvangst
De film werd door critici goed ontvangen maar was financieel gezien een flop. Barney's Version was op het 67e Filmfestival van Venetië genomineerd voor een Gouden Leeuw. Hoofdrolspeler Paul Giamatti won bij de 68e Golden Globe Awards de prijs voor beste acteur in musical of komedie.